# Jeffrey van Hooydonk
Jeffrey van Hooydonk (ur. 1 października 1977 w Antwerpii) – belgijski kierowca wyścigowy.

## Kariera
Schroeder rozpoczął karierę w wyścigach samochodowych w 1996 roku od startów w Europejskim Pucharze Formuły Renault, gdzie raz stawał na podium. Z dorobkiem 44 punktów uplasował się tam na dziewiątej pozycji w klasyfikacji generalnej. Rok później w tej samej serii zdobył już tytuł mistrzowski. W późniejszych latach pojawiał się także w stawce Francuskiej Formuły Renault, Masters of Formula 3, Niemieckiej Formuły 3, Belgian Procar, Formuły 3000, 24h Le Mans, American Le Mans Series, Mégane Trophy Eurocup, Belgian GT Championship, 24H Zolder, Total 24H of Spa, Belgian Touring Car Series, FIA GT3 European Cup, Belcar Endurance Championship, Blancpain Endurance Series, Belgian Racing Car Championship oraz Porsche GT3 Cup Challenge Benelux.
W sezonie 2005 był kierowcą testowym zespołu Midland F1 w Formule 1,